# بردگوری کوفی ۱
بردگوری کوفی ۱ در شهرستان فارسان، روستای کوفی واقع شده و این اثر در تاریخ ۸ خرداد ۱۳۸۰ با شمارهٔ ثبت ۳۸۷۴ به‌عنوان یکی از آثار ملی ایران به ثبت رسیده است.